# Circles, Arturo Stàlteri interpreta Philip Glass
Circles, Arturo Stàlteri interpreta Philip Glass è un album discografico del pianista compositore Arturo Stalteri, pubblicato nel 1998 da Materiali Sonori.

## Il disco
È un omaggio al minimalismo di Philip Glass.. Stàlteri esegue e/o rielabora musiche dell'artista statunitense con l'ausilio di uno o più pianoforti Yamaha.
L'inserimento di Ave  tra i brani riarrangiati nasce da un suggerimento dello stesso compositore. Nel disco appare Damiano Puliti al violoncello, mentre la trascrizione di Aria from Act III of Satyagraha è di Michael Riesman. Il lavoro è stato approvato da Glass, che lo ha incluso nella sua discografia ufficiale.

## Tracce
Musiche di Philip Glass; edizioni musicali Dunvagen-Virgin.
1. Opening – 6:24 (musica: Philip Glass)
2. Metamorphosis One – 5:40 (musica: Phlip Glass)
3. Etoile Polaire (North Star) – 2:40 (musica: Philip Glass) – rielaborazione: Arturo Stàlteri
4. Victor's Lament – 3:37 (musica: Philip Glass) – rielaborazione: Arturo Stàlteri
5. River Run – 1:54 (musica: Philip Glass) – rielaborazione: Arturo Stàlteri
6. Ave – 4:44 (musica: Phlip Glass) – rielaborazione: Arturo Stàlteri pianoforte, Damiano Puliti violoncello
7. Mad Rush – 13:47 (musica: Phlip Glass) – Arturo Stàlteri pianoforte
8. Aria from Act III of Satyagraha – 8:36 (musica: Philip Glass) – rielaborazione: Michael Riesman
9. Closing (Stàlteri Dramatic Version) – 1:35 (musica: Phlip Glass) – rielaborazione: Arturo Stàlteri

Durata totale: 48:57